# Мілліган (Небраска)
Мілліган (англ. Milligan) — селище (англ. village) в США, в окрузі Філлмор штату Небраска. Населення — 244 особи (2020).

## Географія
Мілліган розташований за координатами 40°30′1″ пн. ш. 97°23′19″ зх. д. / 40.50028° пн. ш. 97.38861° зх. д. (40.500219, -97.388492).  За даними Бюро перепису населення США в 2010 році селище мало площу 0,62 км², уся площа — суходіл.

## Демографія
Згідно з переписом 2010 року, у селищі мешкало 285 осіб у 129 домогосподарствах у складі 81 родини. Густота населення становила 461 особа/км².  Було 170 помешкань (275/км²).
Расовий склад населення:
| - 97,5 % — білих - 0,4 % — корінних американців - 0,4 % — азіатів |

До двох чи більше рас належало 1,1 %. Частка іспаномовних становила 1,1 % від усіх жителів.
За віковим діапазоном населення розподілялося таким чином: 22,5 % — особи молодші 18 років, 51,9 % — особи у віці 18—64 років, 25,6 % — особи у віці 65 років та старші. Медіана віку мешканця становила 46,8 року. На 100 осіб жіночої статі у селищі припадало 106,5 чоловіків;  на 100 жінок у віці від 18 років та старших — 102,8 чоловіків також старших 18 років.
Середній дохід на одне домашнє господарство  становив 43 174 долари США (медіана — 33 594), а середній дохід на одну сім'ю — 58 811 долар (медіана — 42 083). За межею бідності перебувало 16,6 % осіб, у тому числі 14,1 % дітей у віці до 18 років та 19,7 % осіб у віці 65 років та старших.
Цивільне працевлаштоване населення становило 162 особи. Основні галузі зайнятості: виробництво — 32,7 %, освіта, охорона здоров'я та соціальна допомога — 16,0 %, сільське господарство, лісництво, риболовля — 10,5 %, фінанси, страхування та нерухомість — 9,3 %.